# Coșmarul Vraciului
Coșmarul Vraciului este a șaptea carte din seria Cronicile Wardstone de Joseph Delaney. Vraciul se retrage în sine dupǎ întâmplǎrile din Sacrificiul Vraciului. Din prețioasa lui bibliotecǎ n-a rămas decât un mormânt de cenușǎ, Osoasa Lizzie a scăpat din puțul în care fusese închisǎ și, pentru prima dată, Tom e martor la eșecul magistrului sǎu - nu o dată, ci de douǎ ori. Între timp, Tom și Alice sunt legați de un urcior de sânge - rezultatul unui pact de magie neagrǎ fǎcut cu Diavolul... Sunt zile întunecate, dar nopțile sunt și mai și. Bântuit de vise, Vraciul are o premoniție: Lizzie va deveni atotputernicǎ - iar acum temerile sale par a se adeveri.

## Personaje
- Tom
- Alice
- Vraciul
- Osoasa Lizzie

## Publicare
Această carte a fost publicată în România la Bookfest 2010, la data de 9 iunie.